# Pat Rice
Patrick James „Pat“ Rice MBE (* 17. März 1949 in Belfast) ist ein ehemaliger nordirischer Fußballspieler und Fußballtrainer.

## Leben und Karriere

### Spielerkarriere
Nach einer Obst- und Gemüsehändlerlehre in der Londoner Gillespie Road begann Rice beim FC Arsenal eine Spielerkarriere. 1964 kam der rechte Verteidiger zum FC Arsenal als Jugendspieler. Sein Pflichtspieldebüt für die Gunners gab er am 5. Dezember 1967 gegen den FC Burnley im Ligapokal. Der robuste Spieler war in weiten Teilen der Siebzigerjahre Kapitän des FC Arsenal. In den 16 Jahren in der ersten Mannschaft holte Rice ein Mal die englische Meisterschaft und spielte in fünf FA-Cup-Finals, von denen er zwei gewann. Weiterhin konnte er mit dem FC Arsenal den UEFA-Cup 1970 nach England holen. 1980 wechselte er, um seine Karriere ausklingen zu lassen, zum FC Watford. Mit Watford stieg er in die höchste englische Spielklasse auf. 1984 beendete Pat Rice seine aktive Spielerkarriere. International absolvierte er 49 Länderspiele für Nordirland.

### Trainerkarriere
1984, nach seiner aktiven Karriere, kehrte Rice zum FC Arsenal zurück. Der Nordire wurde Trainer einer Jugendauswahl der Gunners. Er konnte zweimal den FA Youth Cup gewinnen. Im September 1996 war er kurzfristig Trainer der ersten Mannschaft, nachdem die vorherigen Trainer Stewart Houston und Bruce Rioch zurücktraten. Rice gewann alle drei Ligaspiele, die er auf der Bank verbrachte und ein UEFA-Cup-Spiel gegen Borussia Mönchengladbach. Nachdem Arsène Wenger das Zepter bei den Gunners übernommen hatte, wurde er der Assistent des Franzosen. Als Co-Trainer gewann Rice vier Mal den englischen Pokal, drei Mal die englische Meisterschaft und zweimal das Community Shield. Er ist einer der wenigen Fußballer oder Trainer die mit dem FC Arsenal alle drei bisher erreichten Doubles gewannen.

### Krankheit
Am 28. November 2013 bestätigte FC Arsenal, dass Pat Rice an Krebs erkrankt ist und sich einer Behandlung unterzieht.

### Erfolge
als Spieler 
- 1 × englischer Meister mit dem FC Arsenal (1971)
- 2 × englischer Pokalsieger mit dem FC Arsenal (1971, 1979)
- 1 × UEFA-Cup-Sieger mit dem FC Arsenal (1970)

 als Trainer oder Co-Trainer 
- 2 × FA Youth Cup mit dem FC Arsenal (1988, 1994)
- 3 × englischer Meister als Co-Trainer mit dem FC Arsenal (1998, 2002, 2004)
- 4 × englischer Pokalsieger als Co-Trainer mit dem FC Arsenal (1998, 2002, 2003, 2005)
- 2 × englischer Supercupsieger als Co-Trainer mit dem FC Arsenal (2002, 2004)

| Personendaten    | Personendaten                            |
| ---------------- | ---------------------------------------- |
| NAME             | Rice, Pat                                |
| ALTERNATIVNAMEN  | Rice, Patrick James (vollständiger Name) |
| KURZBESCHREIBUNG | nordirischer Fußballspieler und -trainer |
| GEBURTSDATUM     | 17. März 1949                            |
| GEBURTSORT       | Belfast                                  |